# 팡스카이
주식회사 팡스카이(영어: PANGSKY)는 코넥스 시장에 상장된 대한민국의 비디오 게임 기업이다.

## 역사 및 현황
2012년 10월 4일에 팡게임이라는 법인으로 설립되었으며, 2017년 4월 12일(등기일)에 팡게임에서 팡스카이로 사명을 변경하였다.
2024년 6월 28일에 코넥스 시장에 상장하였다.

## 주요 게임

### PC 게임
- 묵혼 온라인

### 모바일 게임
- 드래곤라자 오리진
- 베스트리아전기
- 쥬얼 페어리 아일랜드
- 포트리스 배틀로얄
- 삼국지 Red[4]